# 凱達格蘭族
凱達格蘭族，為臺灣原住民族的一支，分布區域東起新北市貢寮區，經基隆北海岸、大屯火山群、臺北盆地與淡水河，及於桃園市北部，可細分為巴賽族與雷朗族兩個支系，被認為屬於薩那賽傳說（Sanasai）一部分:13。凱達格蘭族曾存在淡水國及雞籠國等邦聯制聯合政權。

## 簡介
在三百多年前，臺北盆地是「凱達格蘭族」人的領域，大約有三十多社，原本散居在各地以漁獵和簡易農耕為生，後經西班牙人、荷蘭人、漢人、日本人入侵、開墾，生活和族群發生重大變化。這些重大的改變，逐漸讓凱達格蘭族人，甚至全臺灣平埔族走向消失的命運。現今如果要找尋凱達格蘭族人的過去生活面貌，除了透過文獻外，就是依據「考古」發現。目前最大的考古發現是新北市八里區的「十三行遺址」，由這個遺址的遺物推定凱達格蘭族人，可能在相當於中國歷史漢朝的時間就已經進入臺灣。他們的聚落和附近地區，成為後來漢人移民、開墾、建立村莊的地點。 
相傳凱達格蘭族的祖先是從台灣島最東境的岬角—三貂角登陸，1694年康熙大地震前，文獻指出仍為台北一帶最主要住民結構。如詳加細分，該族分布範圍約為現今臺北市、基隆市、新北市的瑞芳、貢寮、新店、板橋及桃園北區。部分學者則以淡水河、基隆河、新店溪為界，分為南北兩支系，再加上16世紀前遷移至宜蘭的一支「社頭社」（哆囉美遠社/Torobiawan），可再將該族區分成巴賽族（Basay）與雷朗族（Luilang）。
傳統的平埔族社會，對於信仰，其實大多還停留在祖靈崇祀以及圖騰膜拜的階段，各族的祭典不盡相同，其中北部的凱達格蘭族的祭典有農曆六月十八日和農曆八月十六日。六月的祭典是在祈求魚獲豐收，八月的則是感謝祖靈庇祐農作收成，他們會以其神聖的植物山橄欖當作祭品。 
另外，該族以及其他平埔各族一樣為母系社會，從婚姻與財產制度中可顯而易見：男性必須入贅，家產也由女性繼承，這與漢人文化有極大的差異。17世紀-18世紀，福建泉漳一帶的閩南人移民大量進入台灣，平埔各族因處平地，與漢人的接觸機會較多，除了被清政府歸類為「熟番」外，原有文化制度也迅速滅失。
據考證，現今台北許多地名為凱達格蘭語音譯而成，例如：大龍峒、北投、唭哩岸、八里、艋舺、加蚋等

## 服飾
19世紀末期伊能嘉矩在淡北和噶瑪蘭各社調查與採集，見到的一些舊有服飾裝飾如下：
- 女子髮式：北投社把頭髮從前額分梳，在腦後束成兩咎挽在頭上，黑布巾包纏起來。
- 瑪瑙珠和玻璃珠串胸飾、頸飾、頭飾、與耳飾：北投社以管珠形的瑪瑙或玻璃珠類串成胸飾串珠；耳朵上穿八、九個洞，上面飾以漢人常用的小耳環，手腕上戴串珠。三貂社戴管狀的瑪瑙珠當頸飾，也戴用串珠綴成的頭飾與耳飾。
- 衣服樣式：毛少翁社的衣服上衣與身高等長筒袖，合衽，用帶子束於腰際。女子使用寬布纏腰為裙。塔塔悠社、峰仔峙社、里族社：穿長及膝蓋的筒袖衣裳，男子用一條布帶綁結於正面，女子則用一條寬布，在腰際圍腰布。三貂社：穿開襟有袖的衣服，上面披上「方布衣」；有的衣裙上掛很多小鈴鐺或小珠子。
- 北投社或里族社相關服飾詞彙：手環Karuse、腰帶Kwasesewu、腰裙Viteta、珠子Nanpie或Kanekun、個別管珠Kanekun，連綴串珠Raonoonoo。就服飾形式與裝飾概念而言，淡北附近的凱達格蘭人與宜蘭平原的噶瑪蘭人差異似乎並不太大。

## 凱達格蘭族與巴賽族分類爭議
日治時學者伊能嘉矩在1898年提出北台灣的平埔族屬於凱達格蘭族，1900年伊能嘉矩、粟野傳之丞出版《台灣蕃人事情》分出了北部的凱達格蘭族和宜蘭的噶瑪蘭族，並被後來的台灣史學界所沿用。但今日許多學者提出異議，台灣史學者翁佳音指出，伊能嘉矩並沒有提出證據顯示當地哪些平埔族自稱凱達格蘭，且同時期的另一語言學學者淺井惠倫卻說當地平埔族自稱巴賽族，未聞有「凱達格蘭」，相反地巴賽一詞一方面是北部平埔族的自稱，並且不斷出現在西班牙、荷蘭與清代文獻中。翁佳音更指出當時伊能嘉矩用凱達格蘭一名來猜測「雞籠」一名來源的推想，今日卻被許多書籍認為定論。
陸傳傑推想清、日期間是以台語「大嘉臘」、「大佳蠟」、「大加蚋」譯稱台北盆地中的凱達格蘭（ 依當時北部平埔語普遍慣例，音節省略不譯）:54-59,84-93。
1935年，小川尚義以採集到的單語，沿用伊能嘉矩的分類，在凱達格蘭族追加了16世紀以前即遷移到宜蘭海岸的哆囉美遠族（Trobiawan）。同年移川子之藏以噶瑪蘭族為中心，認為凱達格蘭、馬賽和哆囉美遠，都是噶瑪蘭的亞族系。經過1930–33年全島大調查後，1936年移川子之藏和馬淵東一開始描述哆囉美遠、里腦、猴猴、馬賽等族的關聯。1944年，小川尚義把凱達格蘭族，限定在台北、基隆的平地、宜蘭海岸；另提出「雷朗」為新的分類，指台北平原到桃園方面分佈的族群。此前馬賽族的分類尚未正式出現。1952年，馬淵東一以馬賽族描述三貂、基隆方面的凱達格蘭族，亦認為花蓮 Takili（塔次基里溪）河口靠北的狹小海岸地帶，為哆囉美遠族的原居地，其與北部的族群是相當近似的。1954年，馬淵東一沿用小川的凱達格蘭、雷朗大分類，在凱達格蘭又分出台北、基隆沿海、宜蘭海岸的哆囉美遠、里腦和系統不明的猴猴等族群。同年，馬淵東一開始反覆論述改以「Vasai（Basai）」為北海岸族群名稱：他依據中村孝志的《荷蘭戶口表》、伊能嘉矩的北投社口碑、1936–37年語言學者淺井惠倫的調查，認為「Basai（馬賽）」不但是地域名、村名，甚且是種族名，因為這是該等區域當地人普遍的自稱。馬淵定義的凱達格蘭，即小川尚義所定義的雷朗，而馬賽才是北海岸的凱達格蘭。同時，馬淵東一依17世紀西班牙、荷蘭文獻，聯結北海岸馬賽人和東海岸Takili地帶哆囉美遠人的語言、風俗，認為哆囉美遠人已於16世紀離開故地北上宜蘭，馬賽族「斷續的分佈於從Takili方面到宜蘭平原的海岸、基隆方面的台灣東北海岸……」，其分佈並具有邊緣（marginal）的特性。到了1956年，馬淵東一提出取消雷朗、恢復凱達格蘭；提出馬賽，包含北海岸狹義的馬賽，及廣義的宜蘭平原哆囉美遠、里腦、猴猴等馬賽在內。1985年，土田滋以馬淵東一的分類架構，再透過淺井惠倫採集的20世紀初期語料整理，發現「馬賽語」可以擴展到淡水河域的基隆河以北各社，基隆河域平埔諸社的語言屬於馬賽語，故土田滋將馬淵東一的馬賽族分類地域，由北海岸往南擴展到基隆河域北岸。
考古證據與西班牙、荷蘭文獻顯示，和台灣北部、東北部主要定居在村社中從事農耕、農閒時在自己村社附近漁獵的其他原住民族群不同，巴賽族主要以操舟在沿海、沿河遷移從事以工藝、貿易與交換的生活方式，不事農耕（或短期從事小型農耕），主要以工藝器物和其他族群交換糧食，貿易對象擴及整個台灣北部、東北部沿海及河岸地區，而巴賽語隨其貿易的足跡成為當時北台灣不同族群間的通用語言，巴賽族亦成為後來前來此地區的外人與其他當地原住民的中介角色。記載中Quimaurri（金包里社）、Taparri（淡水社）等社群習俗相同，不像其他原住民那樣耕種、農閒時獵鹿、交易鹿皮，他們以手工和其他原住民交換稻米，他們也輕視其他農耕的原住民。可以推測其他農耕、漁獵的原住民也許與馬賽人為不同族群，而說馬賽語者不見得是馬賽族人。記錄中西班牙、荷蘭人拜訪基隆河、新店溪、大漢溪等流域的村社，當地平原肥沃的農田有豐富的農產、家禽、家畜、稻米，與馬賽族不事農耕的特徵不符。:287-295

## 聚落(漢字/假名平埔擬音對照）

### 巴賽族

#### 臺北市
| - 嗄嘮別：キラ、バラバ社 - 內北投社 - 唭哩岸：キ、イリガン社(キ、ラナンナ) - 毛少翁：キ、マサォウ社 - 巴浪泵社：バロンポン | - 圭武卒社：キ、モジ - 大直：ランガラ社 - 卡塔攸社：カタヨ - 麻里錫口：キ、マリジゴワン社 - 里簇社：リツォク |

#### 新北市
| - 老梅社 - 小雞籠：ヴァヴィ社 - 大屯社 - 圭柔：カ、ギラッ社 - 外北投社 - 滬尾：ホベ社 | - 八里坌：パリゴン社 - 南港社 - 峰仔峙社：キ、パン(ガ)ァス社 - 金包裏社：キ、タッパリ(クィマゥリェ) - 萬里加投マソッカタゥ社 - 三貂社（山朝社）ヴノワン(サンテャゴ)：乾隆初年內附，中葉以後因漢人移民大批移入，社民土地不斷流失，因而由雙溪河口的舊社遷至上游的新社。:24 |

#### 基隆市
- 瑪陵坑：キ、マゥリ社
- 暖暖：ベーラノァン社
- 大雞籠社：タ(ン)ガラン

### 雷朗族

#### 臺北市
- 沙麻廚：セマラン社
- 雷裏：ルィリッ社
- 了阿八里：リュウワェロァ社（龍匣口社）

#### 新北市
| - 武朥灣社：ピ(ン)ノロゥワン - 擺接社：パィジェ - 里末リバツ社 | - 龜崙蘭：クーロン社 - 秀朗：ショエロン社 - 挖仔社（瓦烈社）：クィワレ |

## 遺跡

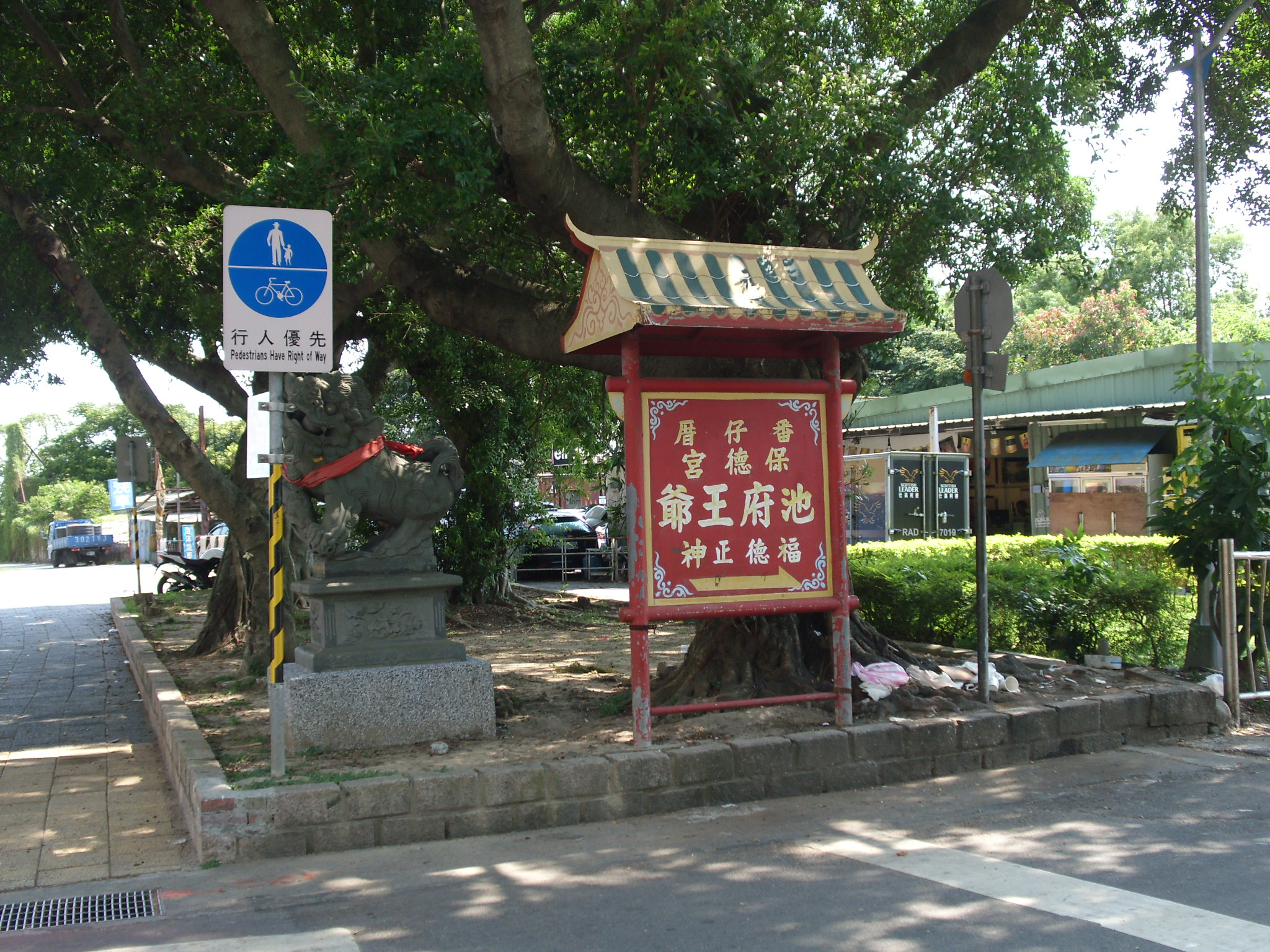
番仔厝保德宮入口告示牌

臺北市北投保德宮、番仔厝、番仔溝及長老教會北投教堂一同以「凱達格蘭北投社」之名列為臺北市文化景觀資產。

### 七星山遺跡傳說
於北台灣的七星山山頂附近有類似金字塔形狀一樣的小山丘，以及附近散落的一些奇岩怪石，曾被文史工作者林勝義誤認為是文明的遺跡，可能是凱達格蘭族的祭壇，曾被臺北市政府原住民族事務委員會網站列入凱達格蘭遺址的傳說。但在2004年，陽明山國家公園管理處委託中華民國國家公園學會進行研究，結果認為該「遺跡」並非過去人類行為的遺留，相關考古發掘亦未發現早期人類遺留。